# Якубовский, Пётр Григорьевич

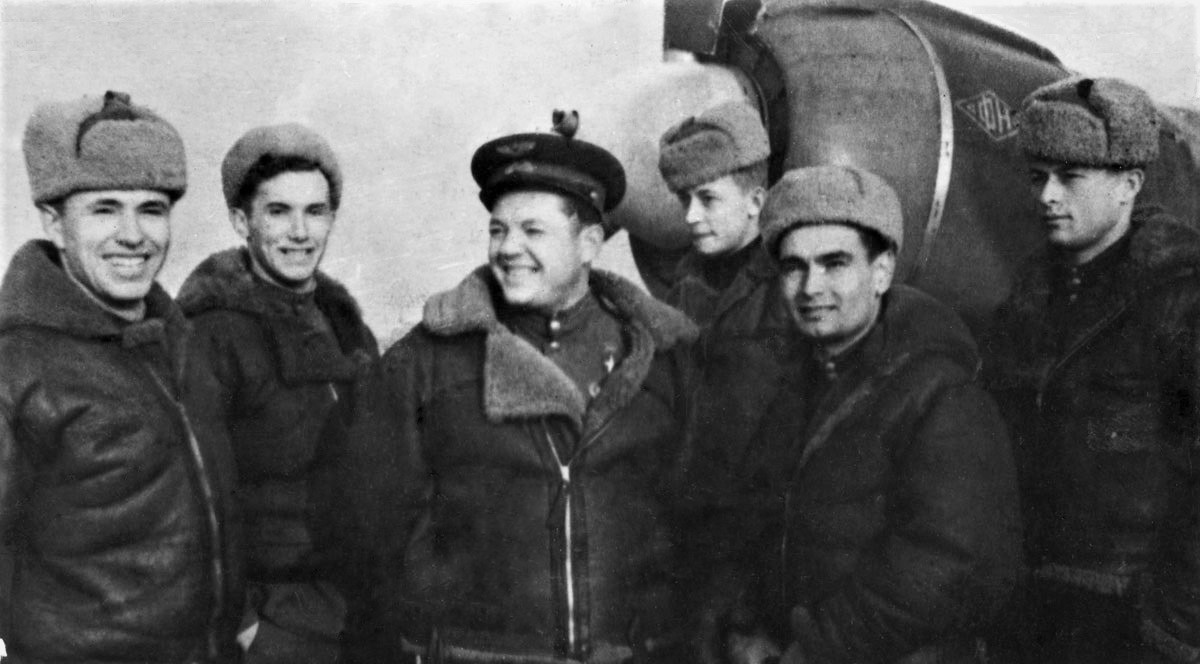
Венгрия. Лётчики 31-го истребительного авиационного полка после возвращения с боевого задания. Слева направо: командир эскадрильи капитан Н. М. Скоморохов, командир эскадрильи Герой Советского Союза капитан П. Г. Якубовский, командир полка Герой Советского Союза подполковник Г. Д. Онуфриенко, командир звена лейтенант В. В. Кирилюк, командир эскадрильи майор Д. С. Кравцов, заместитель командира эскадрильи старший лейтенант О. Н. Смирнов. Декабрь 1944

Пётр Григо́рьевич Якубо́вский (5 июля 1923, Херсон — 9 февраля 1995, Москва) — советский лётчик-истребитель, Герой Советского Союза (1944), участник Великой Отечественной войны, полковник.

## Биография
Родился в русской семье рабочего. Окончил среднюю школу, учился в аэроклубе в Николаеве.
В 1941 году призван в ряды Красной Армии. В 1942 году окончил Борисоглебскую военную авиационную школу пилотов. В боях Великой Отечественной войны с апреля 1943 года. Летал сначала на ЛаГГ-3, затем — на Ла-5ФН. Боевое крещение получил под Харьковом — в паре с И. Н. Кожедубом сбил МЕ-109.
В 1943 году вступил в КПСС. В конце 1943 года стал командовать разведывательной эскадрильей. 18 октября 1943 года в районе Запорожья вступил в неравный бой с четырьмя фашистскими МЕ-109 (одного сбил, а остальных обратил в бегство), после чего продолжил разведывательный полёт, в котором обнаружил колонну противника с артиллерией, 37 танками и 150 автомашинами; вызванные по радио штурмовики уничтожили много живой силы и техники противника. 13 ноября 1943 года в районе Никополь — Томаковка — Концеровка обнаружил два полка фашистской пехоты, 500 автомашин, 24 танка и 13 броневиков. 18 января 1944 года в треугольнике Апостолово — Кривой Рог — Долгинцево обнаружил полк фашистов с артиллерией и танками, а на станции Павлополье — два железнодорожных эшелона, с которых сгружалась пехота и автомашины.
К марту 1944 года заместитель командира эскадрильи 31-го истребительного авиационного полка 295-й истребительной авиационной дивизии 17-й воздушной армии 3-го Украинского фронта капитан П. Г. Якубовский имел на счету 344 боевых вылета, 56 воздушных боёв, 14 сбитых самолётов (13 — лично, 1 — в составе группы).
Указом Президиума Верховного Совета СССР от 26 октября 1944 года за мужество и героизм, проявленные в воздушных боях с немецко-фашистскими захватчиками, капитану Якубовскому Петру Григорьевичу присвоено звание Героя Советского Союза с вручением ордена Ленина и медали «Золотая Звезда».
Сражался в небе Румынии, Болгарии, Югославии, Венгрии. Участвовал в спасении американских лётчиков, президентом США Франклином Рузвельтом был награждён орденом «Крест лётных заслуг».
В 1945 году назначен командиром 3-й эскадрильи. В марте 1945 года полк был перевооружён самолётами Ла-7 и воевал в Австрии. К концу войны на счету капитана П. Г. Якубовского было 407 боевых вылетов, 86 воздушных боёв, 20 лично сбитых самолётов противника. Сам сбит не был, серьёзных повреждений его самолёты не имели.
После войны продолжал служить в Военно-воздушных силах. В 1949 году окончил Военную академию имени Фрунзе, в 1971 году — Высшие центральные офицерские курсы Гражданской обороны СССР.
В 1973 году уволен в запас в звании полковника. Работал заместителем начальника службы информации Минстройдормаша СССР.

## Награды
- медаль «Золотая Звезда» Героя Советского Союза (26 октября 1944, № 2694);
- орден Ленина;
- три ордена Красного Знамени;
- орден Александра Невского;
- два ордена Отечественной войны 1-й степени;
- орден Трудового Красного Знамени;
- Крест лётных заслуг (США);
- медали;
- иностранные ордена.

## Память
- Похоронен в Москве на Кунцевском кладбище (участок 9-3). На могиле установлен памятник.
- Имя П. Г. Якубовского высечено на стеле среди прочих Героев на Аллее Славы в городе Запорожье.